# Felix Calonder
Felix Louis Calonder (Scuol, 7 de diciembre de 1863 – Zúrich, 14 de junio de 1952) fue un abogado y político suizo, miembro del Partido Radical Democrático (PRD).
Fue diputado del Gran Consejo del Cantón de los Grisones durante más de dos décadas y desde 1899 diputado del Consejo de los Estados. En 1913 se convirtió en el primer ciudadano de habla romanche en ser elegido Consejero Federal. Dirigió el Departamento del Interior hasta finales de 1917 y el Departamento Político entre 1918 y 1919, y fue Presidente de la Confederación en 1918. En 1920, tras su dimisión, se incorporó a la Sociedad de Naciones.

## Biografía

### Carrera y política cantonal
Era hijo de Johann Calonder y Ottilia Mani. Pasó sus primeros años en Scuol, donde su padre trabajaba como constructor. En 1869 la familia se trasladó a Trin, donde Calonder fue escolarizado. En 1878 ingresó en la escuela cantonal de Coira, que abandonó al cabo de tres años sin llegar a graduarse. Trabajó como comerciante en Suiza y en el extranjero, y terminó el bachillerato en Zúrich. En 1885 comenzó los estudios de Derecho en la Universidad de Zúrich, que continuó en las de Múnich, París y Berna. Se doctoró en esta última universidad en 1889 con una tesis dirigida por Carl Hilty sobre la neutralidad suiza. Fue miembro de la asociación Zofingia y alcanzó el grado de mayor en el ejército. Tras finalizar sus estudios, comenzó a trabajar como oficial judicial en el tribunal cantonal de Coira, hasta que en 1891 fundó su propio bufete de abogados con otros socios. Al año siguiente se casó con Ursulina Walther, con la que tuvo tres hijos.
La carrera política de Calonder comenzó en 1891 con su elección como diputado por el distrito de Trins en el Gran Consejo del Cantón de los Grisones, y en 1893 pasó a representar al distrito de Coira. En aquel mismo año se presentó a las elecciones cantonales, pero no obtuvo representación. En 1894 fue uno de los fundadores del Partido Radical Democrático de los Grisones y contribuyó a construir sus estructuras orgánicas durante los años que ostentó la presidencia del mismo. En poco tiempo, el partido obtuvo un considerable respaldo popular y se convirtió en la principal fuerza política del cantón. En 1896 y 1899 presidió el Gran Consejo, institución de la que fue diputado hasta 1913.

### Política federal
En 1899 también fue elegido diputado del Consejo de los Estados, debido principalmente a su compromiso con el desarrollo de la red ferroviaria. En 1902 fue uno de los fundadores del Comité Internacional del Spluga, que promovió infructuosamente la construcción de una línea de tránsito transalpino a través del puerto del Spluga. Su labor como parlamentario se centró sobre todo en las cuestiones jurídicas, la educación pública y el transporte, y defendió la concesión de subvenciones federales a la red de vía estrecha del Ferrocarril Rético. En 1904 entró a formar parte de la comisión del Consejo de los Estados que redactó el Código Civil. En 1908 dirigió las negociaciones con el Gran Ducado de Baden sobre la explotación del Alto Rin. Entre 1911 y 1912 fue Presidente del Consejo de los Estados y, entre 1898 y 1913, miembro del Comité Central del PRD suizo.
La muerte de Adolf Deucher en julio de 1912 obligó al Consejo Federal a elegir a un sucesor. En las elecciones primarias internas del PRD, Calonder fue derrotado en la tercera vuelta por Edmund Schulthess, Consejero de los Estados por Argovia, en una votación en la que obtuvo 41 votos, frente a los 52 de Schulthess. La prensa de los Grisones no encajó bien esta derrota y llamó a boicotear las celebraciones de la fiesta nacional. En mayo de 1913, el Consejero Federal Louis Perrier también falleció repentinamente tras haber ocupado el cargo durante apenas trece meses. El 12 de junio de 1913, la Asamblea Federal eligió a Calonder como sucesor de Perrier, tras obtener 151 de los 199 votos válidos en la primera votación. Arthur Couchepin, Consejero de los Estados por el Valais, obtuvo 11 votos y el resto de candidatos, 37. La falta de acuerdo entre los parlamentarios de la Suiza francófona en torno al candidato hizo que el tradicional segundo escaño francófono en el Consejo Federal pasara provisionalmente a ocuparlo la minoría romanche. Así, el cantón de los Grisones volvió a estar representado en el gobierno federal 30 años después del mandato de Simeon Bavier.

#### Consejero Federal
El 21 de julio de 1913 asumió la jefatura del Departamento del Interior. Una de sus primeras iniciativas fue la creación del Parque Nacional Suizo en 1914. En 1916, tras varios años de deliberaciones, el Parlamento aprobó la ley sobre el aprovechamiento de la energía hidroeléctrica, un proyecto que sus predecesores habían impulsado. En 1918 fue nombrado Presidente de la Confederación y pasó a dirigir el Departamento Político. Su año presidencial se vio empañado por las tensiones entre la Suiza alemana y la Romandía, así como por la precaria situación financiera y económica de la población en el último año de la Primera Guerra Mundial. En agosto mantuvo las primeras negociaciones con el Comité de Acción de Olten, pero no se llegó a ningún acuerdo y el 11 de noviembre dio comienzo la huelga general. Al día siguiente exigió, en nombre de todo el Consejo Federal, que se pusiera fin a la huelga y ordenó la ocupación militar de varias ciudades. Esta terminó desconvocándose al cabo de tres días. Ante la voluntad de Gustave Ador, su sucesor en la Presidencia, de conservar el departamento que ocupaba, el Consejo Federal estableció las bases jurídicas que permitieron a Calonder seguir un año más en el Departamento Político, aunque ya no fuera Presidente.

Aunque Suiza había roto relaciones con la Unión Soviética, en 1919 asumió la representación diplomática de Liechtenstein en el extranjero. Aquel mismo año, Calonder se centró en el proceso de adhesión de Suiza a la Sociedad de Naciones y encargó diversos estudios a historiadores y expertos juristas en los que se abordaban las cuestiones relativas a la neutralidad política y al derecho internacional que planteaba la participación del país en dicha organización internacional. El único viaje al extranjero que realizó fue a París para asistir a la conferencia de las potencias vencedoras y los Estados neutrales. Desarrolló el concepto de «neutralidad diferencial» para posibilitar la incorporación de Suiza a la Sociedad de Naciones. El Parlamento votó a favor de la adhesión en noviembre de 1919, y el pueblo también dio su aprobación en referéndum el 16 de mayo de 1920. Calonder expresó su apoyo explícito a que Vorarlberg pasara a formar parte de Suiza después de que más del 80% de la población de este estado austríaco se pronunciara a favor en un referéndum. Sin embargo, la mayoría del Consejo Federal no le apoyó y Edmund Schulthess y Giuseppe Motta le obligaron a no entrar en ninguna negociación sobre la anexión, alegando motivos económicos y lingüísticos.
Su actuación durante la huelga general, alineada tras algunas vacilaciones iniciales con la línea dura defendida por los jefes del ejército y por la mayoría burguesa del Parlamento, y su apoyo a la Sociedad de Naciones le granjearon el rechazo de los socialistas y de los partidarios de la neutralidad absoluta. En las elecciones generales del 11 de diciembre de 1919 obtuvo el segundo peor resultado de los siete consejeros federales. Tan sólo cinco días después de su reelección solicitó la baja por enfermedad, y el 21 de enero de 1920 anunció su dimisión por motivos de salud, sin llegar a hacerse cargo del Departamento de Justicia y Policía, como estaba previsto en un principio. La Asamblea Federal aceptó su dimisión el 12 de febrero y eligió como sucesor a Heinrich Häberlin.

### Otras actividades
En 1920, tras casi seis años y medio de mandato en el gobierno federal, Calonder pasó a intervenir en cuestiones de ámbito internacional desde la Sociedad de Naciones. Medió en la disputa por las Islas Åland y, entre 1922 y 1937, dirigió la Comisión Mixta para la Alta Silesia en Katowice, encargada de velar por el cumplimiento del Acuerdo germano-polaco sobre la Alta Silesia. También se encargó de tramitar las reclamaciones recibidas una vez que, a raíz de la petición de Bernheim, se suspendiera la legislación antijudía que los nazis habían aplicado en la Alta Silesia tras tomar el poder en 1933. Entre 1924 y 1937 vivió en el castillo de Neudeck, cerca de Świerklaniec. Posteriormente se instaló en Zúrich, donde trabajó como asesor jurídico.